# Matti Pitkänen
Matti Keijo Juhani Pitkänen (ur. 20 grudnia 1948 w Ikaalinen) – fiński biegacz narciarski, dwukrotny medalista olimpijski oraz wicemistrz świata.

## Kariera
Jego olimpijskim debiutem były na igrzyska w Innsbrucku w 1976 r. Wraz z Juhą Mieto, Perttim Teurajärvim i Arto Koivisto zdobył złoty medal w sztafecie 4 × 10 km. Na tych samych igrzyskach zajął 13. miejsce w biegu na 30 km techniką klasyczną. Na igrzyskach olimpijskich w Lake Placid Finowie w składzie: Harri Kirvesniemi, Pertti Teurajärvi, Matti Pitkänen i Juha Mieto zdobyli kolejny medal w sztafecie, tym razem brązowy. Pitkänen zajął także między innymi 6. miejsce w biegu na 30 km technika klasyczną.
Startował także na mistrzostwach świata w Lahti w 1978 r. Wspólnie z Esko Lähtevänoją, Juhą Mieto i Perttim Teurajärvim zdobył tam srebrny medal w sztafecie. Ponadto w biegach na 15, 30 oraz 50 km zajmował 4. miejsce. Najbliżej medalu był w biegu na 15 km, w którym przegrał walkę o brązowy medal ze swoim rodakiem Juhą Mieto o około 9 sekund.
Pitkänen dwukrotnie zostawał mistrzem Finlandii na prestiżowym dystansie 50 km (w 1977 i 1978 r.). Jedno z najbardziej wartościowych zwycięstw w karierze odniósł w 1978 r. w Holmenkollen właśnie na tym dystansie.

## Osiągnięcia

### Igrzyska olimpijskie
| Miejsce | Dzień     | Rok  | Miejscowość | Konkurencja             | Czas biegu | Strata   | Zwycięzca          |
| ------- | --------- | ---- | ----------- | ----------------------- | ---------- | -------- | ------------------ |
| 13.     | 5 lutego  | 1976 | Innsbruck   | 30 km stylem klasycznym | 1:30:29,38 | +2:15,36 | Siergiej Sawieljew |
| 1.      | 11 lutego | 1976 | Innsbruck   | Sztafeta 4 × 10 km      | 2:07:59,72 | -        | -                  |
| 6.      | 14 lutego | 1980 | Lake Placid | 30 km stylem klasycznym | 1:27:02,80 | +2:32,23 | Nikołaj Zimiatow   |
| 3.      | 20 lutego | 1980 | Lake Placid | Sztafeta 4 × 10 km      | 1:57:03,46 | +2:56,72 | ZSRR               |
| 11.     | 23 lutego | 1980 | Lake Placid | 50 km stylem klasycznym | 2:27:24,60 | +6:44,44 | Nikołaj Zimiatow   |

### Mistrzostwa świata
| Miejsce | Dzień     | Rok  | Miejscowość | Konkurencja             | Czas biegu | Strata   | Zwycięzca          |
| ------- | --------- | ---- | ----------- | ----------------------- | ---------- | -------- | ------------------ |
| 4.      | 19 lutego | 1978 | Lahti       | 30 km stylem klasycznym | 1:32:56,00 | +1:20,23 | Siergiej Sawieljew |
| 4.      | 22 lutego | 1978 | Lahti       | 15 km stylem klasycznym | 49:09,37   | +14,48   | Józef Łuszczek     |
| 3.      | 23 lutego | 1978 | Lahti       | Sztafeta 4 × 10 km      | 2:05:17,63 | +11,32   | Szwecja            |
| 4.      | 26 lutego | 1978 | Lahti       | 50 km stylem klasycznym | 2:46:43,06 | +3:03,22 | Sven-Åke Lundbäck  |

### Puchar Świata
W sezonach 1973/1974 - 1980/1981 Puchar Świata rozgrywany był nieoficjalnie.

#### Miejsca w klasyfikacji generalnej
- sezon 1975/1976: ?
- sezon 1976/1977: 16.
- sezon 1977/1978: 11.
- sezon 1979/1980: ?

#### Miejsca na podium
1. Telemark – 23 grudnia 1976 (15 km) – 1. miejsce
2. Oslo – 11 marca 1978 (50 km) – 1. miejsce